# Antiga rectoria (Cantallops)
L'Antiga rectoria és una casa de Cantallops (Alt Empordà) inclosa a l'Inventari del Patrimoni Arquitectònic de Catalunya.

## Descripció
Edifici situat al centre del poble, de planta rectangular i coberta a dues vessants, de planta baixa i pis. Tota la façana està arremolinada, exceptuant la façana posterior que ancara conserva el predat otiginal, del que destaquen els carreus de grans dimensions a la base i una espitllera. Les obertures originals de la casa són carreuades i a la llinda de la porta d'accés trobem inscrita la data 1740. A sobre d'una de les finestres hi ha un rellotge de sol, tot i que al centre de la façana n'havia existit un altre, del qual només queda l'agulla molt rovellada.